# Kelkheim (Taunus)
Kelkheim (Taunus) ist eine Stadt mit 28.175 Einwohnern (31. Dezember 2024) im hessischen Main-Taunus-Kreis im Regierungsbezirk Darmstadt. Die Stadt liegt im Vordertaunus innerhalb des Rhein-Main-Gebietes. Ihr Kerngebiet liegt rund zehn Kilometer nordwestlich des Frankfurter Stadtteils Unterliederbach. Kelkheim ist hinsichtlich der Einwohnerzahl die zweitgrößte Stadt des Landkreises (hinter der Kreisstadt Hofheim am Taunus).
Die Stadt Kelkheim (Taunus) wies im Jahr 2020 einen weit überdurchschnittlichen Kaufkraftindex von 140,4 des Bundesdurchschnitts auf.

## Geografie

### Geografische Lage
Kelkheim liegt unmittelbar nordwestlich von Frankfurt am Main. Weitere Nachbargemeinden sind Hofheim am Taunus, Eppstein, Glashütten, Königstein im Taunus, Bad Soden am Taunus und Liederbach am Taunus. Großstädte in der näheren Umgebung sind neben Frankfurt am Main (10 km südöstlich), Wiesbaden (etwa 25 km) und Mainz (etwa 30 km).

Blick vom Großen Mannstein auf Kelkheim, seine Ortsteile und Umgebung

### Ausdehnung des Stadtgebiets

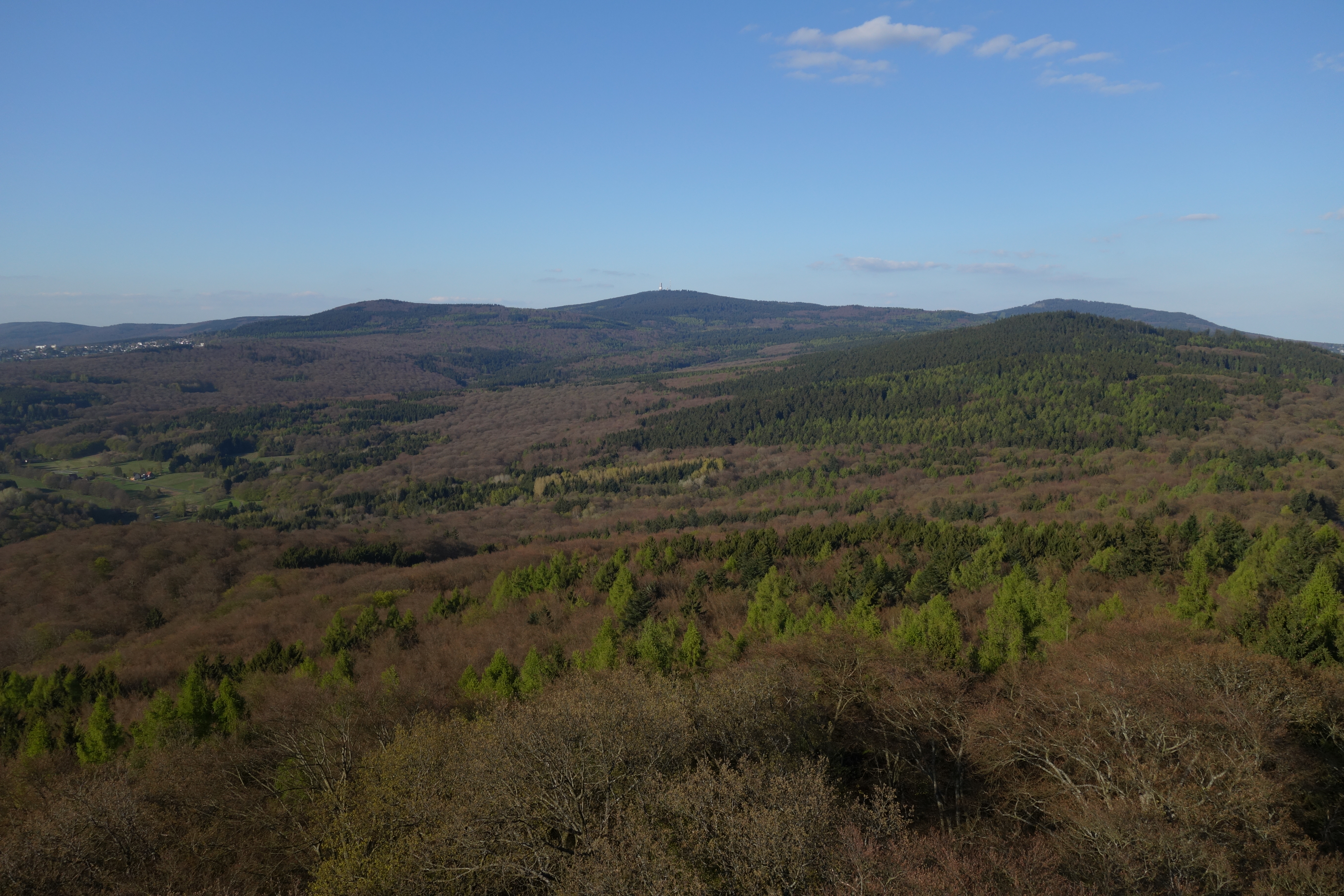
Der Eichkopf beim Ortsteil Ruppertshain rechts im Bildmittelgrund ist mit 563,3 Metern die höchste Erhebung des Main-Taunus-Kreises. Direkt dahinter der Altkönig sowie mittig der Große Feldberg im angrenzenden Hochtaunuskreis (Blick vom 2017 abgebrannten Atzelbergturm im Ortsteil Eppenhain).

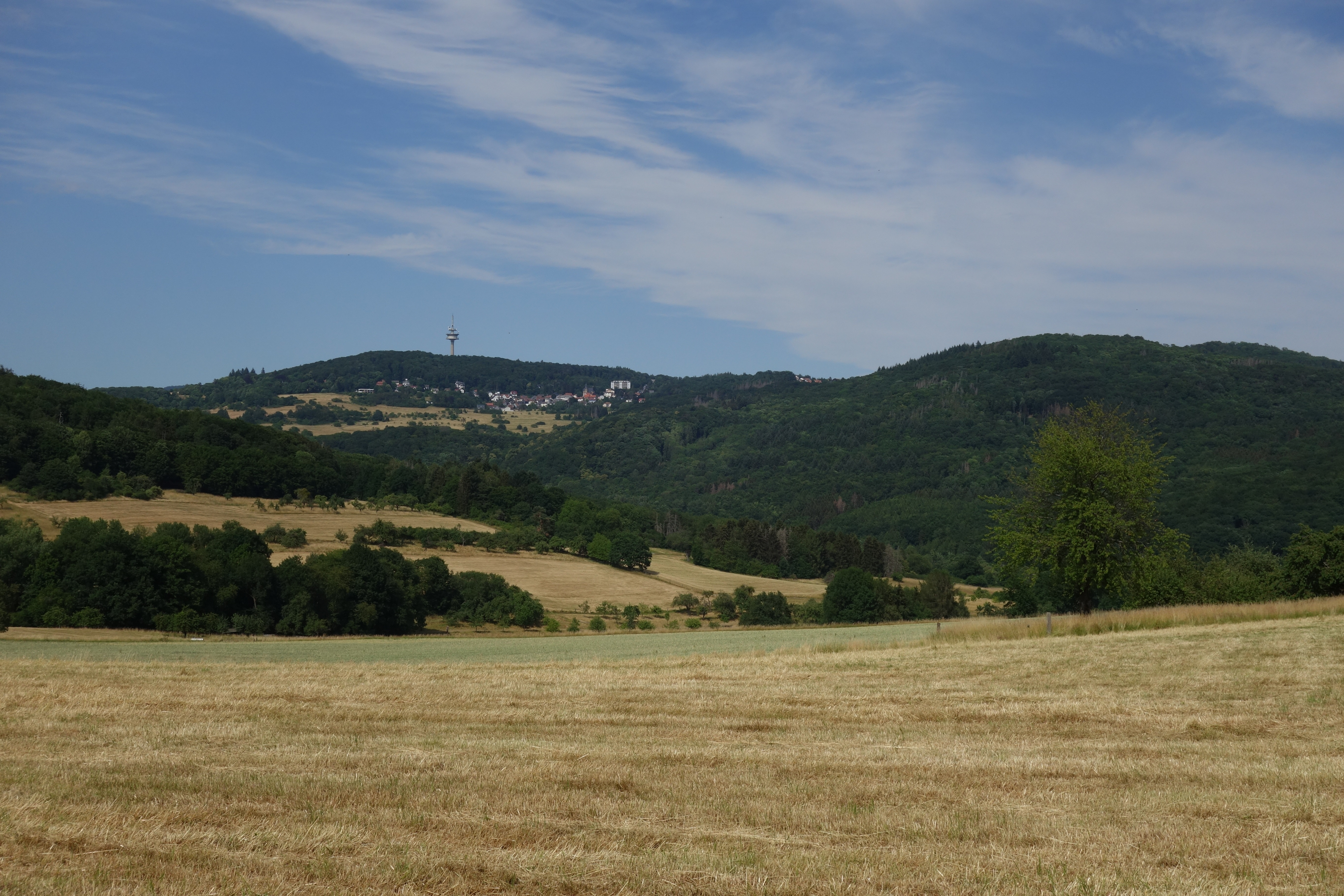
Blick von Südwesten auf Atzelberg und Eppenhain, mit 423 Metern der höchstgelegene Ort des Main-Taunus-Kreises, sowie rechts die Rossert-Nebenkuppe Hainkopf

Das Stadtgebiet reicht von der Mainebene (etwa 122 m ü. NHN) bis zum Taunuskamm, höchste Erhebung ist der Eichkopf mit 563,3 m Höhe. Weitere nennenswerte Berge sind der Staufen (451 m), der Rossert (515,9 m) und der Atzelberg (506,7 m).
Durch Kelkheimer Stadtgebiet fließen der Liederbach (durch Hornau, Mitte, Münster) und der Krebsbach, dessen Quelle in Ruppertshain liegt und der in Fischbach zum Fischbach wird. Seit 1958 wurde in mehreren Etappen vor allem an der Renaturierung und Landschaftsgestaltung des Liederbachs gearbeitet, auch zur Verbesserung des Hochwasserschutzes. Ende 2018 wurden die Arbeiten, die sich auf eine Gesamtstrecke von 3,5 km Flusslauf beziehen, abgeschlossen.

### Nachbargemeinden
Kelkheim grenzt im Norden an die Gemeinde Glashütten und die Stadt Königstein im Taunus (beide Hochtaunuskreis), im Osten an die Stadt Bad Soden am Taunus und die Gemeinde Liederbach am Taunus, im Süden an die kreisfreie Stadt Frankfurt am Main, sowie im Westen an die Städte Hofheim am Taunus und Eppstein, die alle (bis auf Frankfurt) ebenfalls im Main-Taunus-Kreis liegen.

### Stadtteile
| Stadtteil    | Einwohner | Beschreibung |
| ------------ | --------- | --- |
| Kelkheim     | 8.897     | Kelkheim-Mitte, hervorgegangen aus dem früheren Dorf Kelkheim, ist heute die „Innenstadt“ der Gesamtstadt.                     |
| Münster      | 7.239     | Münster ist der südlichste Stadtteil. Hier befinden sich das Freibad, die Gesamtschule und das größte Gewerbegebiet der Stadt. |
| Hornau       | 4.237     | Hornau hat einen vorbildlich sanierten alten Ortskern.                                                                         |
| Fischbach    | 5.860     | Fischbach ist vor allem ein Wohngebiet. Weithin bekannt sind die beiden Ausflugslokale Gimbacher Hof und Rettershof.           |
| Ruppertshain | 2.142     | Ruppertshain ist vor allem durch den „Zauberberg“ bekannt, der monumentale Klinikbau ist weithin sichtbar.                     |
| Eppenhain    | 1.084     | Eppenhain liegt auf 423 Meter, im Hohen Taunus und ist nur über eine Zufahrtsstraße verkehrlich erreichbar.                    |
| Gesamt       | 29.459    | (Einwohnerzahlen vom 31. Dezember 2021), aktuelle Zahl Gesamtstadt siehe oben rechts.                                          |

## Geschichte

### Stadtgeschichte
Als Stadt ist Kelkheim (Taunus) noch vergleichsweise jung. Die ersten urkundlichen Erwähnungen der Stadtteile erfolgten verhältnismäßig früh:
- 0780 – Fischbach und das heutige Münster als Liderbach
- 0874 – Hornau
- 0880 – Kelkheim
- 1285 – Eppenhain
- 1294 – Ruppertshain

Die Aufwertung zur Stadt erfolgte jedoch erst zum 1. April 1938, als der Oberpräsident der preußischen Provinz Hessen-Nassau, Philipp Prinz von Hessen, die Eingemeindung von Münster und Hornau nach Kelkheim verfügte und der so entstandenen Großgemeinde gleichzeitig die Stadtrechte verlieh.
Die insgesamt 5300 Einwohner fragte dabei jedoch niemand, was vor allem in Münster zu großem Unmut führte. Nach dem Zweiten Weltkrieg bemühten sich dann auch Münsterer Bürger, ihre Eigenständigkeit zurückzuerlangen. Erfolglos: Trotz einer Unterschriftensammlung bestätigte die Landesregierung den für eine Stadtentwicklung wichtigen Zusammenschluss.
Im November 1947 wurden die Stadtteile Kelkheim-Süd und Kelkheim-Nord in „Kelkheim/Ts.-Münster“ und „Kelkheim/Ts.-Hornau“ umbenannt.
Seine heutige Gestalt mit sechs Stadtteilen erhielt Kelkheim dann im Zuge der hessischen Gebietsreform. Am 1. Januar 1977 schlossen sich die Stadt Kelkheim und die bis dahin selbständigen Gemeinden Fischbach und Rossert zur neuen Stadt Kelkheim zusammen.
Auch hierbei gab es Widerstände. So hatten sich Ruppertshain und Eppenhain am 31. Dezember 1971 zur Gemeinde Rossert zusammengeschlossen, um dem Zusammenschluss mit Kelkheim zu entgehen.
Am 1. Januar 1978 wurde der Name der Stadt amtlich in Kelkheim (Taunus) geändert.

### Verwaltungsgeschichte im Überblick
Die folgende Liste zeigt die Staaten und Verwaltungseinheiten, denen Kelkheim angehört(e):
- vor 1535:  Heiliges Römisches Reich, Herrschaft Eppstein-Königstein, Vogtei Kelkheim
- ab 1535: Heiliges Römisches Reich, Grafen von Stolberg, Vogtei Kelkheim
- ab 1581: Heiliges Römisches Reich, Kurfürstentum Mainz, Oberamt Höchst und Königstein, Amtsvogtei Eppstein
- ab 1803: Heiliges Römisches Reich, Fürstentum Nassau-Usingen,[Anm. 2] Amtsvogtei Hofheim
- ab 1806: Herzogtum Nassau,[Anm. 3] Amt Königstein[Anm. 4]
- ab 1849: Herzogtum Nassau, Kreisamt Höchst
- ab 1854: Herzogtum Nassau, Amt Königstein
- ab 1867: Königreich Preußen,[Anm. 5] Provinz Hessen-Nassau, Regierungsbezirk Wiesbaden, Obertaunuskreis[Anm. 6]
- ab 1871: Deutsches Reich,[Anm. 7] Königreich Preußen, Provinz Hessen-Nassau, Regierungsbezirk Wiesbaden, Obertaunuskreis
- ab 1886: Deutsches Reich, Königreich Preußen, Provinz Hessen-Nassau, Regierungsbezirk Wiesbaden, Obertaunuskreis
- ab 1918: Deutsches Reich (Weimarer Republik), Freistaat Preußen,[Anm. 8] Provinz Hessen-Nassau, Regierungsbezirk Wiesbaden, Obertaunuskreis
  - 1919–1930: Hilfskreis Königstein in der französischen Besatzungszone
- ab 1928: Deutsches Reich, Freistaat Preußen, Provinz Hessen-Nassau, Regierungsbezirk Wiesbaden, Main-Taunus-Kreis
- ab 1938: Deutsches Reich, Freistaat Preußen, Provinz Hessen-Nassau, Regierungsbezirk Wiesbaden, Main-Taunus-Kreis, Stadt Kelkheim
- ab 1944: Deutsches Reich, Freistaat Preußen, Provinz Nassau, Main-Taunus-Kreis
- ab 1945: Deutsches Reich, Amerikanische Besatzungszone,[Anm. 9] Groß-Hessen, Regierungsbezirk Wiesbaden, Main-Taunus-Kreis
- ab 1946: Deutsches Reich, Amerikanische Besatzungszone, Hessen, Regierungsbezirk Wiesbaden, Main-Taunus-Kreis
- ab 1949: Bundesrepublik Deutschland, Hessen, Main-Taunus-Kreis
- ab 1968: Bundesrepublik Deutschland, Hessen, Regierungsbezirk Darmstadt, Main-Taunus-Kreis
- ab 1972: Bundesrepublik Deutschland, Hessen, Regierungsbezirk Darmstadt, Main-Taunus-Kreis

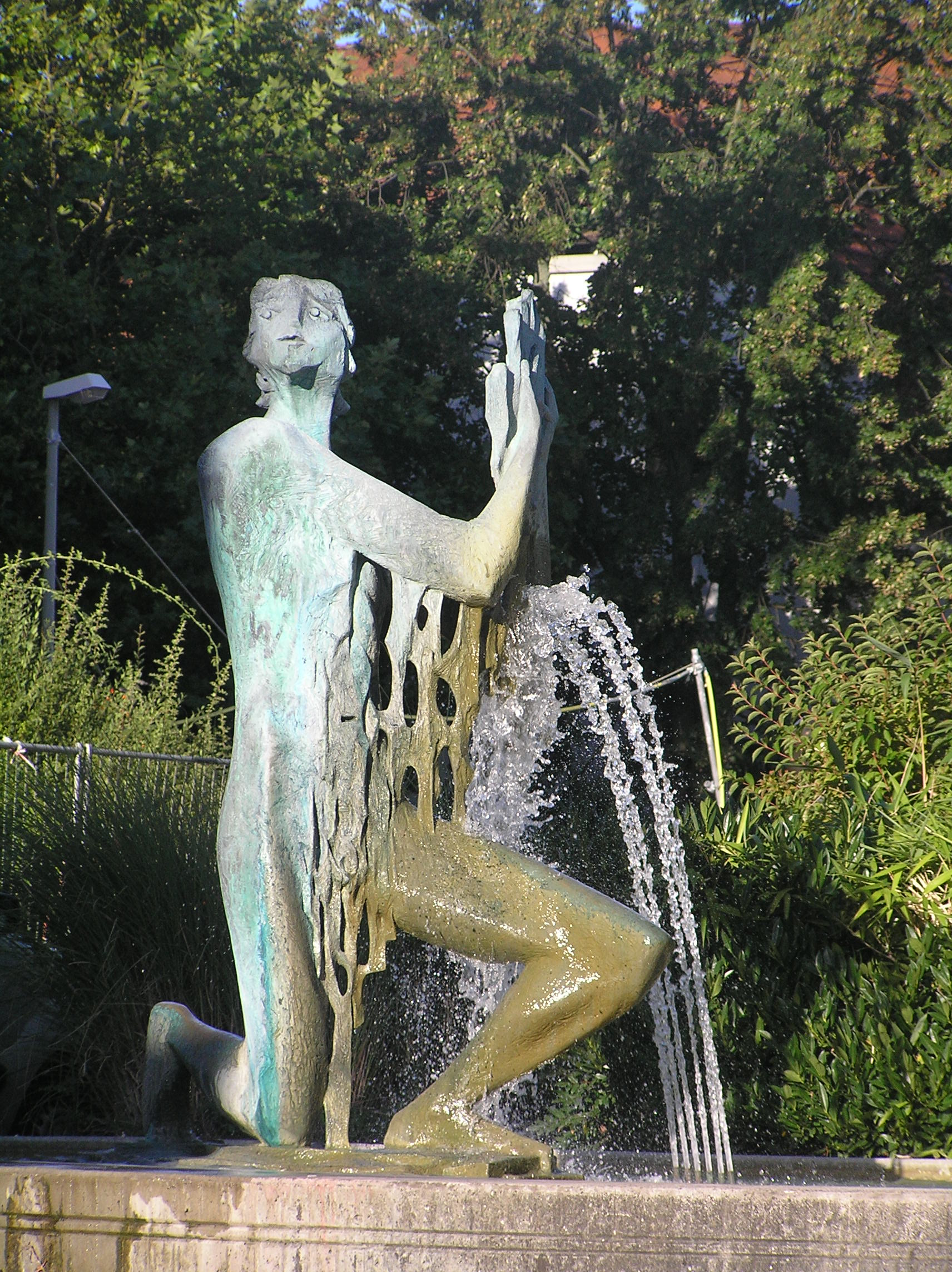
Ofterdingenbrunnen vor dem Rathaus Kelkheims. Der 1974 von der Stuttgarter Bildhauerin Angelika Wetzel gestaltete Brunnen erinnert an Heinrich von Ofterdingen.

## Bevölkerung

### Einwohnerstruktur 2011/2022
Nach den Erhebungen des Zensus 2011 / Zensus 2022 lebten am Stichtag, dem 9. Mai 2011 / 15. Mai 2022, in Kelkheim 27.685 / 28.392 Einwohner. In der folgenden Tabelle ist ein Auszug aus beiden Erhebungen zum Vergleich dargestellt.
| Kategorie                                                             | Zensus 2011  | Zensus 2022   |
| --------------------------------------------------------------------- | ------------ | ------------- |
| Stichtag                                                              | 9. Mai 2011  | 15. Mai 2022  |
| Einwohner                                                             | 27.685       | 28.392        |
| Einwohner unter 18 Jahren                                             | 5174         | 5395          |
| Einwohner zwischen 18 und 49                                          | 11.167       | 9610          |
| Einwohner zwischen 50 und 64                                          | 5245         | 7195          |
| Einwohner über 64 Jahren                                              | 6094         | 6196          |
| Einwohner ohne deutsche Staatsbürgerschaft                            | 2623 (9,5 %) | 4529 (16,0 %) |
| davon aus dem EU-Ausland                                              | 1160         | 2053          |
| davon aus anderen europäischen Ländern                                | 813          | 1136          |
| davon aus anderen Staaten                                             | 639          | 1339          |
| Deutsche Einwohner mit Migrationshintergrund/ Einwanderungsgeschichte | 3,5 %        | 3,2 %         |
| Haushalte                                                             | 12.443       | 7627          |
| davon Singlehaushalte                                                 | 3967         | 3135          |
| davon Paare ohne Kinder                                               | 3879         | 3424          |
| davon Paare mit Kindern                                               | 3428         | 3424          |
| davon Alleinerziehende                                                | 908          | 817           |
| davon Wohngemeinschaften                                              | 1068         | ?             |
| davon Haushalte mit ausschließlich Senioren                           | 2952         | 1192          |
| davon Haushalte ohne Senioren                                         | 8246         | 5405          |

### Einwohnerentwicklung
- 1583: 42 Häuser
- 1588: 38 Häuser
- 1605: 29 Häuser
- 1632: 20 Häuser
- 1648: 10 Häuser
- 1660: 12 Häuser
- 1670: 17 Hausgesesse
- 1730: 211 Einwohner (davon 61 Söhne, 51 Töchter, 3 Witwen)
- 1760: 220 Einwohner (81 Söhne, 75 Töchter, 10 Witwen)
- 1794: 259 Einwohner (60 Söhne, 72 Töchter, 4 Witwer, 7 Witwen)
- 1925: 1976 Einwohner (509 Familien)
- 1933: 4629 Einwohner mit Hornau und Münster
- 1950: 7782 Einwohner (1183 Heimatvertriebene, 2747 Haushalte)

| Kelkheim: Einwohnerzahlen von 1710 bis 2022 | Kelkheim: Einwohnerzahlen von 1710 bis 2022 | Kelkheim: Einwohnerzahlen von 1710 bis 2022 | Kelkheim: Einwohnerzahlen von 1710 bis 2022 | Kelkheim: Einwohnerzahlen von 1710 bis 2022 |
| --- | ------------------------------------------- | ------------------------------------------- | ------------------------------------------- | ------------------------------------------- |
| Jahr |                                             |                                             |                                             | Einwohner                                   |
| 1710 | 1710                                        |                                             | 198                                         | 198                                         |
| 1730 | 1730                                        |                                             | 211                                         | 211                                         |
| 1750 | 1750                                        |                                             | 204                                         | 204                                         |
| 1760 | 1760                                        |                                             | 220                                         | 220                                         |
| 1780 | 1780                                        |                                             | 318                                         | 318                                         |
| 1794 | 1794                                        |                                             | 259                                         | 259                                         |
| 1801 | 1801                                        |                                             | 259                                         | 259                                         |
| 1817 | 1817                                        |                                             | 418                                         | 418                                         |
| 1830 | 1830                                        |                                             | 480                                         | 480                                         |
| 1834 | 1834                                        |                                             | 501                                         | 501                                         |
| 1840 | 1840                                        |                                             | 498                                         | 498                                         |
| 1846 | 1846                                        |                                             | 547                                         | 547                                         |
| 1852 | 1852                                        |                                             | 537                                         | 537                                         |
| 1858 | 1858                                        |                                             | 562                                         | 562                                         |
| 1864 | 1864                                        |                                             | 712                                         | 712                                         |
| 1871 | 1871                                        |                                             | 674                                         | 674                                         |
| 1875 | 1875                                        |                                             | 734                                         | 734                                         |
| 1885 | 1885                                        |                                             | 832                                         | 832                                         |
| 1895 | 1895                                        |                                             | 1.014                                       | 1.014                                       |
| 1905 | 1905                                        |                                             | 1.419                                       | 1.419                                       |
| 1910 | 1910                                        |                                             | 1.747                                       | 1.747                                       |
| 1925 | 1925                                        |                                             | 1.976                                       | 1.976                                       |
| 1939 | 1939                                        |                                             | 5.387                                       | 5.387                                       |
| 1946 | 1946                                        |                                             | 6.944                                       | 6.944                                       |
| 1950 | 1950                                        |                                             | 7.782                                       | 7.782                                       |
| 1956 | 1956                                        |                                             | 8.590                                       | 8.590                                       |
| 1961 | 1961                                        |                                             | 10.489                                      | 10.489                                      |
| 1967 | 1967                                        |                                             | 15.311                                      | 15.311                                      |
| 1970 | 1970                                        |                                             | 16.208                                      | 16.208                                      |
| 1973 | 1973                                        |                                             | 25.251                                      | 25.251                                      |
| 1975 | 1975                                        |                                             | 26.083                                      | 26.083                                      |
| 1980 | 1980                                        |                                             | 27.089                                      | 27.089                                      |
| 1985 | 1985                                        |                                             | 26.834                                      | 26.834                                      |
| 1990 | 1990                                        |                                             | 26.203                                      | 26.203                                      |
| 1995 | 1995                                        |                                             | 26.494                                      | 26.494                                      |
| 2000 | 2000                                        |                                             | 26.755                                      | 26.755                                      |
| 2005 | 2005                                        |                                             | 27.004                                      | 27.004                                      |
| 2010 | 2010                                        |                                             | 27.883                                      | 27.883                                      |
| 2011 | 2011                                        |                                             | 27.685                                      | 27.685                                      |
| 2015 | 2015                                        |                                             | 28.452                                      | 28.452                                      |
| 2020 | 2020                                        |                                             | 29.162                                      | 29.162                                      |
| 2022 | 2022                                        |                                             | 28.392                                      | 28.392                                      |
| Datenquelle: Historisches Gemeindeverzeichnis für Hessen: Die Bevölkerung der Gemeinden 1834 bis 1967. Wiesbaden: Hessisches Statistisches Landesamt, 1968. Weitere Quellen: LAGIS; Hessisches Statistisches Informationssystem; Zensus 2011; Zensus 2022 Ab 1970 einschließlich der im Zuge der Gebietsreform in Hessen eingegliederten Orte. |                                             |                                             |                                             |                                             |

### Konfessionsstatistik
Im Jahr 1885 waren von den Einwohnern 3,3 % evangelisch und 96,7 % katholisch. Seitdem ist die Anteil der Katholiken an der Gesamtbevölkerung beträchtlich gesunken. 1961 waren von den 10489 Einwohnern 36,0 % evangelisch und 60,2 % katholisch sowie 3,8 % sonstige. Mit Stand 1971 gehörten nach der Religionszugehörigkeit: 39,3 % evangelisch, 52,7 % katholisch und keine, sonstige 8,9 %. Die Volkszählungen 1987 und 2011 ergaben 34,1 % bzw. 28,3 % evangelische und 48,0 % bzw. 34,9 katholische sowie 17,9 % bzw. 37,1 % sonstige Einwohner.
Mit Stand Jahresende 2013 gehörten von den Einwohnern der Stadt Kelkheim 33,3 % der katholischen Religion an 25,5 % der evangelischen Religion und 41,2 % ist die Zahl derjenigen mit einer anderen oder gar keiner Konfession.
Der Zensus 2022 ergab 20,0 % evangelische Einwohner, 27,6 % katholische Einwohner und eine absolute Mehrheit mit 52,4 % war konfessionslos, gehörten einer anderen Glaubensgemeinschaft an oder machten keine Angabe.

## Politik

### Stadtverordnetenversammlung
Die Kommunalwahl am 14. März 2021 lieferte in Kelkheim folgendes Ergebnis, in Vergleich gesetzt zu früheren Kommunalwahlen:
| Sitzverteilung in der Stadtverordnetenversammlung 2021Insgesamt 45 Sitze - SPD: 5 - UKW: 16 - FDP: 4 - FW: 3 - CDU: 17 | Parteien und Wählergemeinschaften | Parteien und Wählergemeinschaften           | 2021 | 2021  | 2016 | 2016  | 2011 | 2011  | 2006 | 2006  | 2001 | 2001  | 1997  | 1997  |
| Sitzverteilung in der Stadtverordnetenversammlung 2021Insgesamt 45 Sitze - SPD: 5 - UKW: 16 - FDP: 4 - FW: 3 - CDU: 17 | Parteien und Wählergemeinschaften | Parteien und Wählergemeinschaften           | % a  | Sitze | % a  | Sitze | % a  | Sitze | % a  | Sitze | % a  | Sitze | % a b | Sitze |
| Sitzverteilung in der Stadtverordnetenversammlung 2021Insgesamt 45 Sitze - SPD: 5 - UKW: 16 - FDP: 4 - FW: 3 - CDU: 17 | CDU                               | Christlich Demokratische Union Deutschlands | 38,4 | 17    | 32,6 | 15    | 45,3 | 20    | 47,5 | 21    | 48,4 | 22    | 42,0  | 20    |
| Sitzverteilung in der Stadtverordnetenversammlung 2021Insgesamt 45 Sitze - SPD: 5 - UKW: 16 - FDP: 4 - FW: 3 - CDU: 17 | UKW                               | Unabhängige Kelkheimer Wählerinitiative     | 36,5 | 16    | 40,7 | 18    | 27,1 | 12    | 16,6 | 8     | 13,8 | 6     | 11,4  | 5     |
| Sitzverteilung in der Stadtverordnetenversammlung 2021Insgesamt 45 Sitze - SPD: 5 - UKW: 16 - FDP: 4 - FW: 3 - CDU: 17 | SPD                               | Sozialdemokratische Partei Deutschlands     | 10,0 | 5     | 9,5  | 4     | 19,5 | 9     | 18,3 | 8     | 20,9 | 10    | 22,2  | 10    |
| Sitzverteilung in der Stadtverordnetenversammlung 2021Insgesamt 45 Sitze - SPD: 5 - UKW: 16 - FDP: 4 - FW: 3 - CDU: 17 | FDP                               | Freie Demokratische Partei                  | 9,2  | 4     | 12,3 | 6     | 8,1  | 4     | 10,1 | 5     | 9,0  | 4     | 7,8   | 4     |
| Sitzverteilung in der Stadtverordnetenversammlung 2021Insgesamt 45 Sitze - SPD: 5 - UKW: 16 - FDP: 4 - FW: 3 - CDU: 17 | FW                                | Freie Wähler Kelkheim                       | 5,9  | 3     | 4,9  | 2     | –    | –     | –    | –     | –    | –     | –     | –     |
| Sitzverteilung in der Stadtverordnetenversammlung 2021Insgesamt 45 Sitze - SPD: 5 - UKW: 16 - FDP: 4 - FW: 3 - CDU: 17 | FWG                               | Freie Wählergemeinschaft Kelkheim           | –    | –     | –    | –     | –    | –     | 4,9  | 2     | 4,9  | 2     | 5,6   | 3     |
| Sitzverteilung in der Stadtverordnetenversammlung 2021Insgesamt 45 Sitze - SPD: 5 - UKW: 16 - FDP: 4 - FW: 3 - CDU: 17 | NPD                               | Nationaldemokratische Partei Deutschlands   | –    | –     | –    | –     | –    | –     | 2,6  | 1     | 3,0  | 1     | 6,7   | 3     |
| Sitzverteilung in der Stadtverordnetenversammlung 2021Insgesamt 45 Sitze - SPD: 5 - UKW: 16 - FDP: 4 - FW: 3 - CDU: 17 | Ungültige Stimmen in %            | Ungültige Stimmen in %                      | 2,5  | –     | 2,9  | –     | 3,0  | –     | 2,1  | –     | 2,0  | –     | 1,4   | –     |
| Sitzverteilung in der Stadtverordnetenversammlung 2021Insgesamt 45 Sitze - SPD: 5 - UKW: 16 - FDP: 4 - FW: 3 - CDU: 17 | Gesamtzahl Sitze                  | Gesamtzahl Sitze                            | 45   | 45    | 45   | 45    | 45   | 45    | 45   | 45    | 45   | 45    | 45    | 45    |
| Sitzverteilung in der Stadtverordnetenversammlung 2021Insgesamt 45 Sitze - SPD: 5 - UKW: 16 - FDP: 4 - FW: 3 - CDU: 17 | Wahlbeteiligung in %              | Wahlbeteiligung in %                        | 59,8 | 59,8  | 52,8 | 52,8  | 49,9 | 49,9  | 47,0 | 47,0  | 55,4 | 55,4  | 65,8  | 65,8  |

### Bürgermeister und Magistrat
Nach der hessischen Kommunalverfassung wird der Bürgermeister für eine sechsjährige Amtszeit gewählt, seit dem Jahr 1993 in einer Direktwahl, und ist Vorsitzender des Magistrats, dem in der Stadt Kelkheim neben dem Bürgermeister hauptamtlich ein Erster Stadtrat und ehrenamtlich elf weitere Stadträte angehören. Bürgermeister ist seit dem 1. Juli 2015 Albrecht Kündiger (UKW). Der Amtsvorgänger Thomas Horn (CDU) wechselte in seiner vierten Amtszeit am 1. Juli 2015 als hauptamtlicher Beigeordneter zum Regionalverband FrankfurtRheinMain und die Wahl eines neuen Bürgermeisters musste vorgezogen werden. Albrecht Kündiger erhielt am 28. Juni 2015 in einer Stichwahl bei 49,2 Prozent Wahlbeteiligung 60,8 Prozent der Stimmen. Es folgte eine Wiederwahl im März 2021.
Amtszeiten der Bürgermeister
- 2015–2027 Albrecht Kündiger (UKW)[34]
- 1995–2015 Thomas Horn (CDU) (Amtsantritt am 1. Juni 1995, wechselte am 1. Juli 2015 als Beigeordneter zum Regionalverband FrankfurtRheinMain)[35]
- 1966–1995 Winfried Stephan (CDU)[38]
- 1945–1966 Wilhelm Stephan (CDU)
- April 1945 Edmund Rosenkranz (kommissarisch)
- 1940–1945 Georg Seebold (NSDAP) (kommissarisch)
- 1938–1944 Wilhelm Graf (NSDAP)

Magistrat
Der Magistrat ist als Kollegialorgan die Verwaltungsbehörde der Stadt. Er besteht aus dem Bürgermeister als Vorsitzenden, dem Ersten Stadtrat und weiteren Stadträten. In der Praxis besteht die weit überwiegende Mehrheit des Magistrats aus ehrenamtlichen Mitgliedern. Die Zahl der hauptamtlichen Stadträte darf die der ehrenamtlichen jedenfalls nicht übersteigen.
Der Magistrat besorgt die laufende Verwaltung und wird von den Bediensteten der Stadt unterstützt. Diese stellt er ein, befördert und entlässt sie. Er trifft die Entscheidungen zu laufenden Verwaltungsangelegenheiten, bereitet gemeinsam mit der Verwaltung die Beschlüsse der Stadtverordnetenversammlung vor und führt diese aus. Er wirkt mit bei der Ausführung der Gesetze und Verordnungen innerhalb der Stadt, bei der Verwaltung des Vermögens, bei der Erstellung des Haushaltsplanes sowie bei der Überwachung des Kassen- und Rechnungswesens. Auch die Wahrung der Bürgerinteressen ist seine Aufgabe. Er vertritt die Gemeinde nach außen, führt den Schriftwechsel und vollzieht die Gemeindeurkunden. Er tagt unter Vorsitz des Bürgermeisters in nicht-öffentlichen Sitzungen. An den Sitzungen der Stadtverordnetenversammlung nimmt der Magistrat ohne Stimmrecht teil.
Die ehrenamtlichen Stadträte werden von der Stadtverordnetenversammlung in oder bald nach der konstituierenden Sitzung für die fünfjährige Wahlperiode bis zur nächsten Kommunalwahl in den Magistrat gewählt. Für die Dauer ihrer Wahlzeit werden sie zu Ehrenbeamten ernannt und können zwar zurücktreten, aber im Gegensatz zu hauptamtlichen Magistratsmitgliedern nicht abgewählt werden. Die Stärke der in der Stadtverordnetenversammlung vertretenen Fraktionen spiegelt sich grundsätzlich in der Zusammensetzung des ehrenamtlichen Magistrats wider.
Hauptamtliche Stadträte werden von der Stadtverordnetenversammlung auf die Dauer von sechs Jahren als Wahlbeamte gewählt. In Kelkheim gibt es zwei hauptamtliche Magistratsmitglieder: Bürgermeister Albrecht Kündiger (UKW) und Erster Stadtrat Dirk Hoffmann (CDU), seit 1. Oktober 2021 im Amt. Nach dem Geschäftsverteilungsplan des Bürgermeisters sind beide als Dezernenten jeweils für einen Teil der Ämter und Fachbereiche der Stadtverwaltung zuständig.

### Wappen
Das Kelkheimer Wappen ist in vier Felder unterteilt, das obere heraldisch rechte Feld zeigt ein silbernes, sechsspeichiges Rad auf rotem Hintergrund (Mainzer Rad). Das Feld oben links zeigt ein rotes Horn vor silbernem Hintergrund. In den beiden Feldern unten wird ein Hufeisen in den wechselnden Farben Rot und Silber dargestellt.
Nach dem Zusammenschluss der drei Gemeinden Kelkheim, Hornau und Münster am 1. April 1938 zur Stadt Kelkheim wurde auch beschlossen, ein Stadtwappen entwickeln zu lassen. Durch den Zweiten Weltkrieg verzögerte sich dieses Vorhaben, so dass der Stadt Kelkheim erst am 19. Juni 1950 ihr neues Stadtwappen verliehen werden konnte.
Um das Zusammenwachsen der drei vormals unabhängigen Gemeinden zu symbolisieren, setzt es sich aus ehemaligen Ortszeichen der drei damaligen Stadtteile Kelkheim, Hornau und Münster zusammen. So war das Hufeisen ein altes Symbol der Gemeinde Kelkheim, welches bereits 1668 durch ein Siegelabdruck belegt wird. Das Horn wurde als „redendes“ Zeichen für den Ortsnamen Hornau gewählt. Das Rad stellt das Mainzer Rad dar, das Wappen des Kurfürstentums Mainz, zu dem Münster seit 1450 (erstmalige Nutzung des Mainzer Siegels 1694) bis zur Säkularisation 1803 gehörte. Nach der Eingemeindung von Fischbach, Ruppertshain und Eppenhain am 1. Januar 1977 stand die Entwicklung eines neuen Stadtwappens zur Diskussion, dies wurde allerdings mit der Begründung abgelehnt, dass die neuen Stadtteile bereits mit dem Mainzer Rad repräsentiert seien, da diese ebenfalls zwischen 1581 und 1803 zum Kurfürstentum Mainz gehörten.

### Flagge
Die Flagge wurde am 22. Oktober 1954 durch das Hessische Innenministerium genehmigt. Flaggenbeschreibung: „In einer weißen Mittelbahn, die von roten Streifen eingefaßt ist, das rot und weiß quadrierte Kelkheimer Wappen mit Rad, Horn und Hufeisen.“

### Partnerstädte
- Saint-Fons, Frankreich, seit 1971
- High Wycombe, Vereinigtes Königreich, seit 1985

## Verkehr

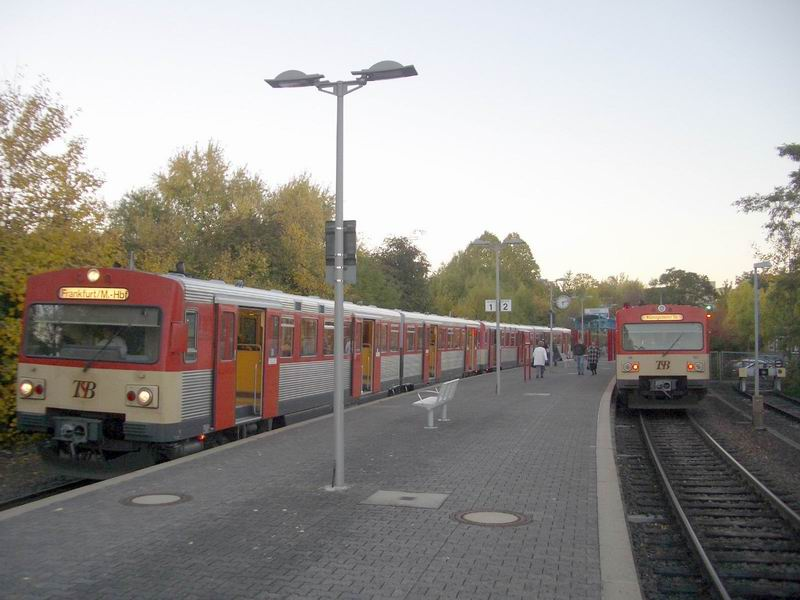
Bahnhof Kelkheim

Kelkheim besitzt drei Haltebahnhöfe der Königsteiner Bahn, eine S-Bahn-ähnliche Vorortbahn, die im 30-Minuten-Takt von Königstein über Kelkheim und Frankfurt-Höchst zum Frankfurter Hauptbahnhof fährt. Betreiber dieser Bahnstrecke war die Frankfurt-Königsteiner Eisenbahn (FKE), die 2006 in Hessischen Landesbahn GmbH (HLB) umbenannt wurde.
Die Transdev betreibt im Frankfurter Westen zahlreiche Buslinien. Die Linie 804 des Rhein-Main-Verkehrsverbunds bedient alle sechs Stadtteile. Außerdem fahren die Linien 263 und 815, sowie durch Ruppertshain zusätzlich die Linien 81, 83 und 805 durch Kelkheim.
Durch das Kelkheimer Stadtgebiet verlaufen die Bundesstraßen 8 (Frankfurt–Limburg, in Richtung Frankfurt autobahnähnlich ausgebaut), 455 (Wiesbaden–Bad Homburg) und 519 (Rüsselsheim am Main–Königstein). Auf der Bundesautobahn 66 (Frankfurt–Wiesbaden) gibt es eine Abfahrt Kelkheim, die aber auf dem Gebiet von Frankfurt-Unterliederbach liegt.

## Stadtbild

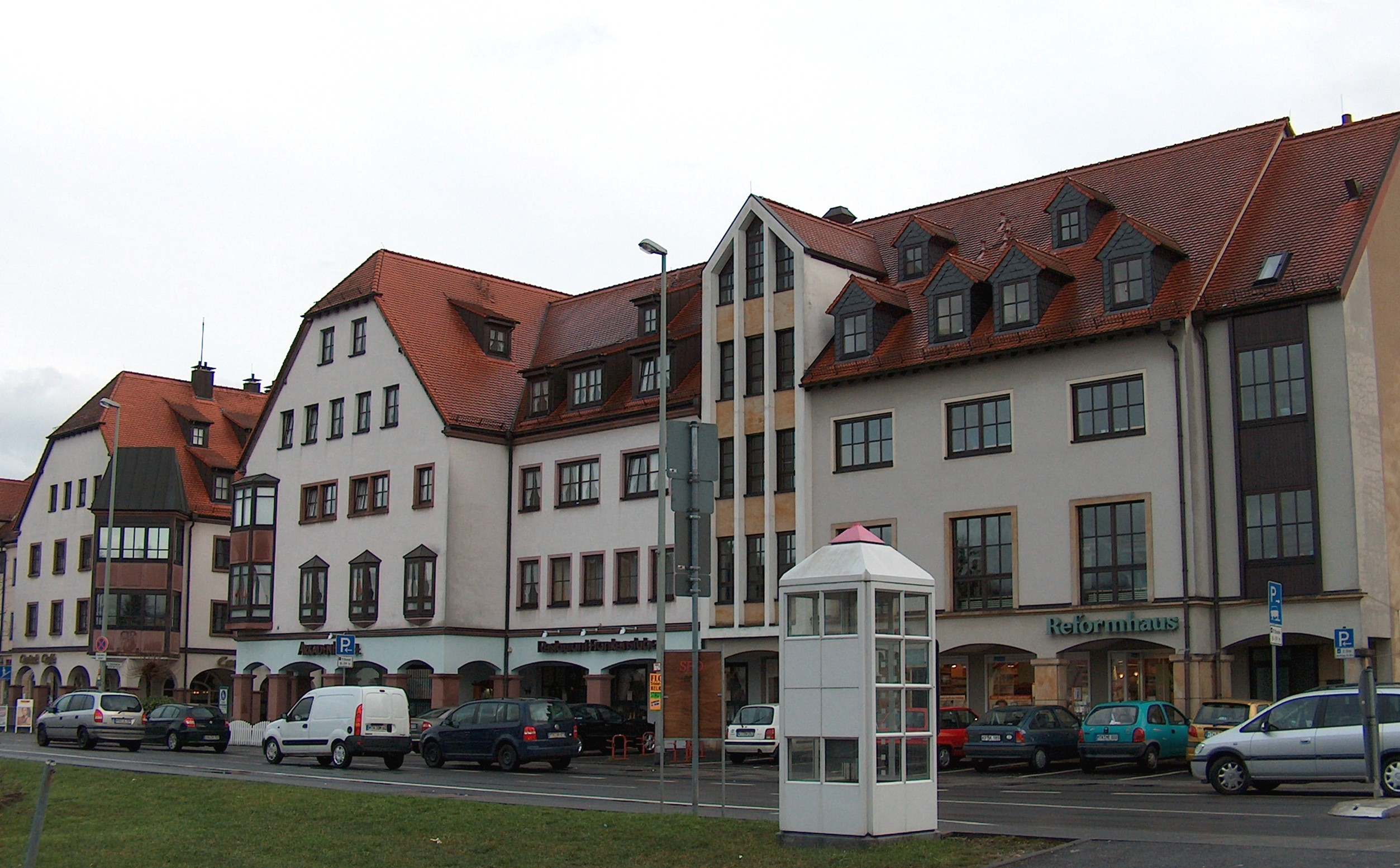
Neue Stadtmitte Süd von Norden aus gesehen (vor dem Bau der Stadtmitte Nord)

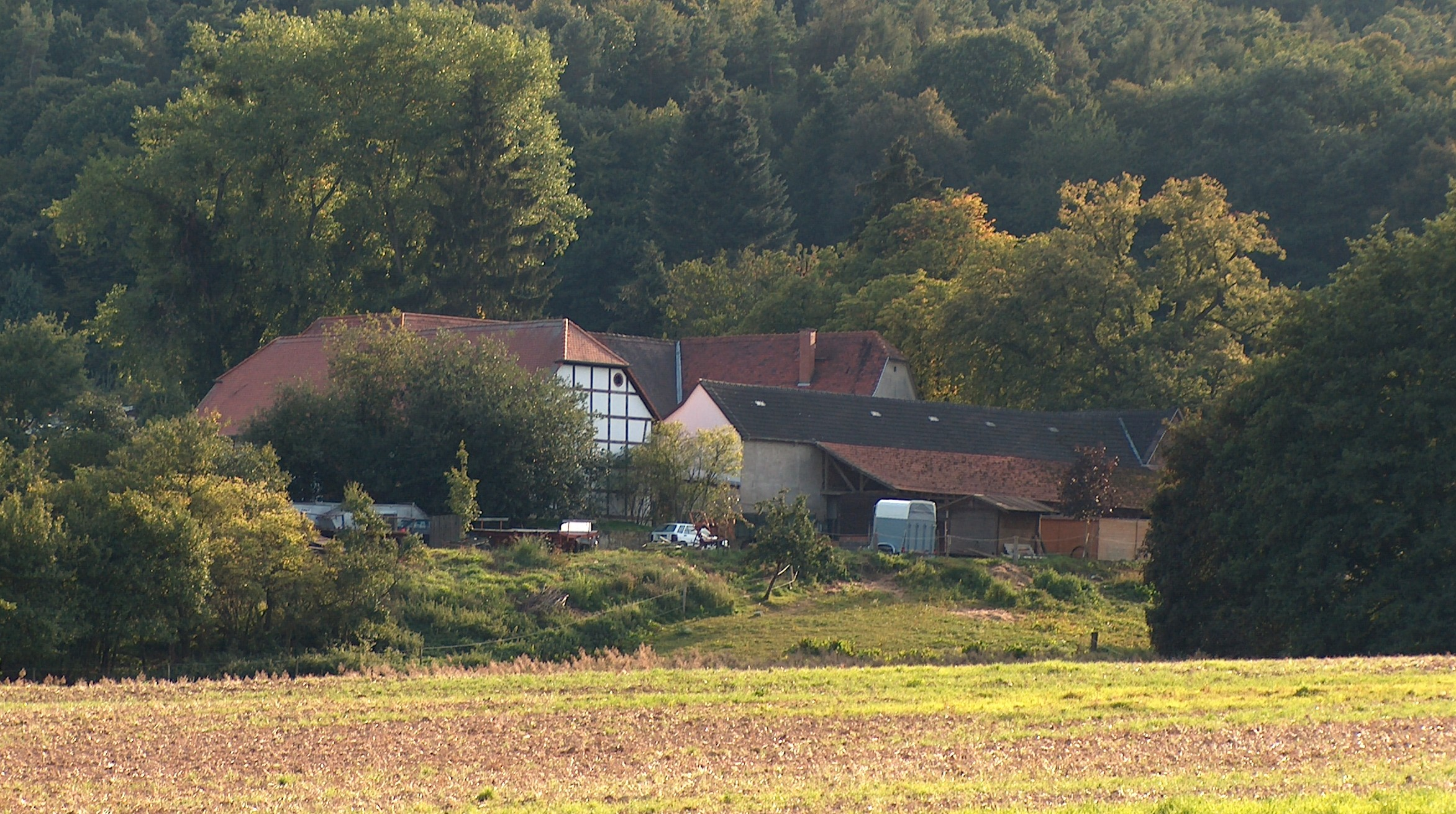
Blick auf den Gimbacher Hof

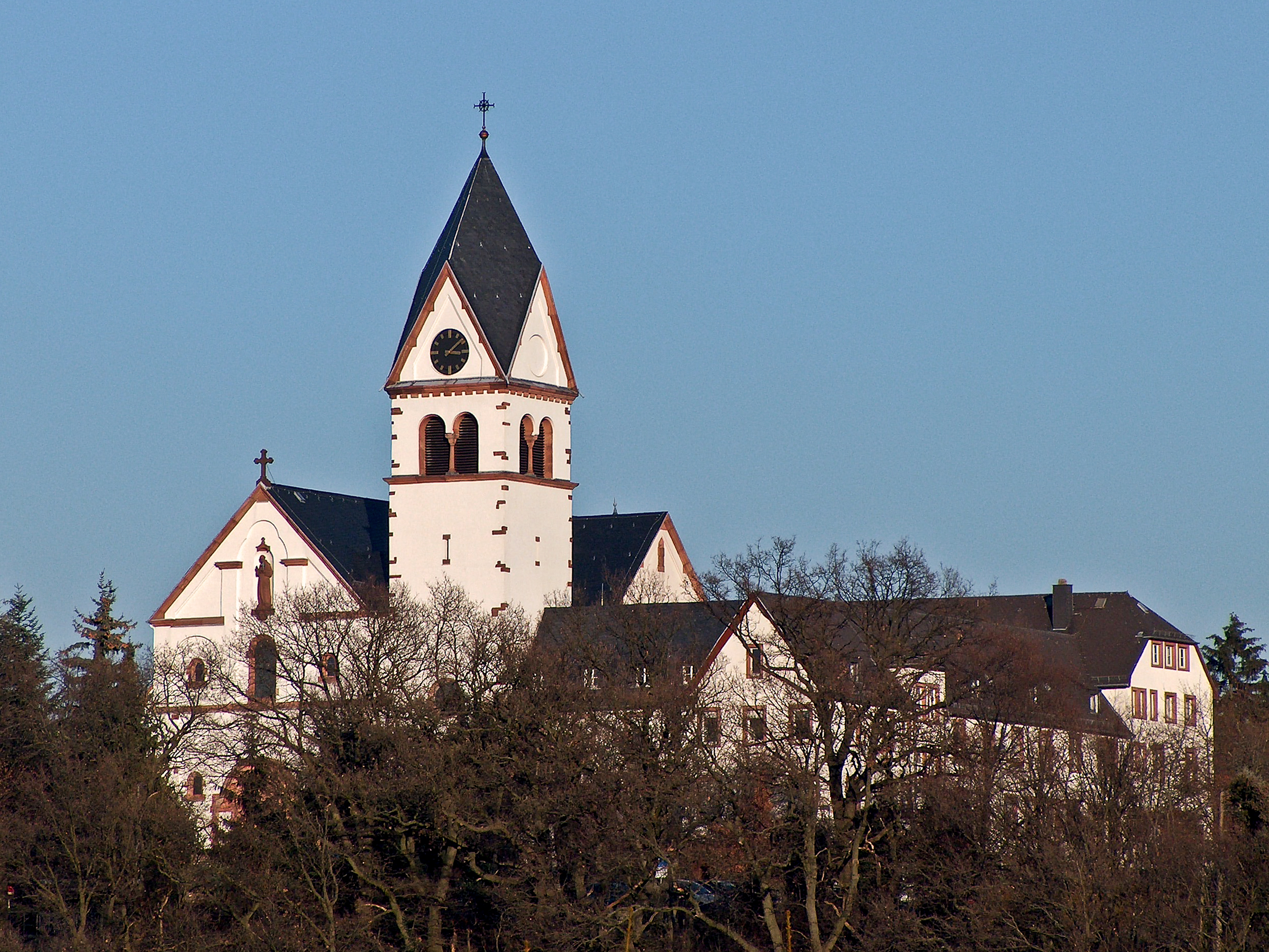
Ehem. Franziskanerkloster

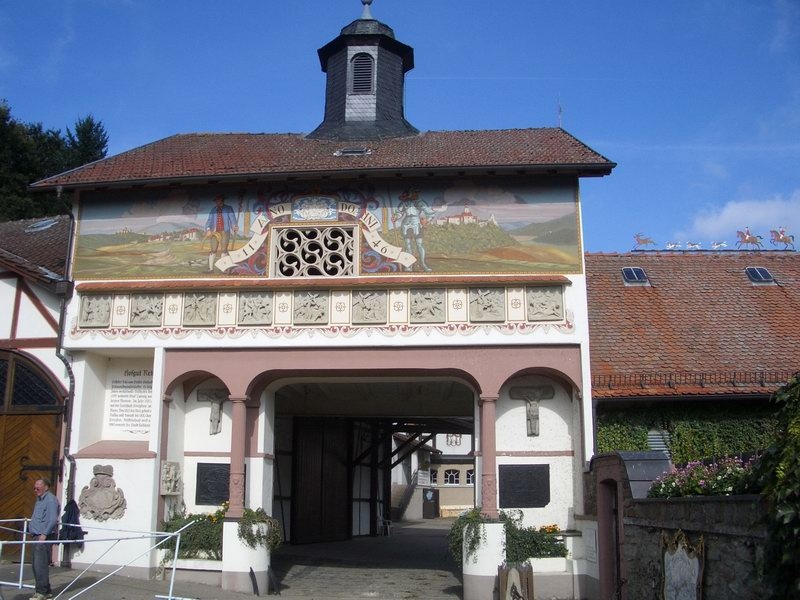
Rettershof

Kelkheim-Mitte besitzt eine verkehrsberuhigte Einkaufsstraße, die Bahnstraße. Im Süden des Stadtteils wurde im November 2008 die Neue Stadtmitte an der Frankenallee eröffnet. Die Hauptstraße der Stadt ist die Frankfurter Straße, die Kelkheim-Mitte und Münster von Norden nach Süden durchzieht.

## Sehenswürdigkeiten
- Franziskanerkloster (1909, neuromanisch). Weithin sichtbares Wahrzeichen der Stadt; gestiftet von Gräfin Julie von Quadt-Wykradt-Isny (1859–1925)
- Stadthalle (1948)
- Ehemaliges Kaiserliches Postamt, Friedrichstraße
- Rettershof, mittelalterliches Hofgut, bei Fischbach
- In der Nähe des Rettershofs befinden sich etwa 3500 Jahre alte Hügelgräber
- Gimbacher Hof, zwischen Fischbach und Kelkheim-Mitte, Hofgut und beliebtes Ausflugslokal
- Pfarrkirche Hl. Dreifaltigkeit Fischbach (1781) mit frühmittelalterlichem (7. Jh.) Grabstein vom ehemaligen Gimbacher Kirchhof
- Altes Rathaus Münster, prächtiger Fachwerkbau (1789)
- Direkt daneben die klassizistische Pfarrkirche St. Dionysius (1811)
- Ortskern Hornau (Hornauer Straße), mit dem ältesten Haus der Stadt (1568)
- Hofgut (in Hornau) und Gräber der Familie von Gagern (Heinrich von Gagern war 1848/49 Präsident der Nationalversammlung in der Frankfurter Paulskirche)
- Neben dem Gagernhaus steht die alte Hornauer Martinskirche von 1725
- Ehemalige Lungenheilstätte in Ruppertshain (Gerhard-Domagk-Klinik, heute Kulturzentrum Zauberberg)
- Atzelbergturm, 31 Meter hoher Aussichtsturm auf dem Atzelberg oberhalb des Stadtteils Eppenhain, (2023, Vorgängerbauten seit 1913). Daneben steht ein 98 m hoher Fernmeldeturm der ehemaligen Deutschen Bundespost (1969).
- Museum Kelkheim, Sammlung für Möbelhandwerk und Stadtgeschichte[46]
- technikum29, privat geführtes Museum für Rechner, Computer und Kommunikationstechnik[47]

## Wirtschaft
Im Jahr 2020 verfügte die Stadt Kelkheim (Taunus) über einen weit überdurchschnittlichen Kaufkraftindex von 140,4 des Bundesdurchschnitts.
Kelkheim ist bekannt als Stadt der Möbel. Zahlreiche mittelständisch geprägte Familienunternehmen produzieren und verkaufen bis heute in Kelkheim Möbel, speziell qualitativ gehobene Einrichtungsgegenstände und Stilmöbel. Bekanntestes Produkt war und ist der Frankfurter Schrank. Bis 1997 fand zudem einmal im Jahr in Kelkheim eine überregional bedeutende Möbelausstellung statt. Des Weiteren sind in Kelkheim Unternehmen der Papierindustrie und des Werkzeugbaus sowie kleinere und größere Handwerksbetriebe ansässig.
Bedeutende Unternehmen
- Rothenberger Werkzeuge GmbH
- Papyrus Deutschland
- Nexen Tire

## Kultur
Kelkheim hat ein lebhaftes kulturelles Leben mit Konzerten von Klassik bis Rock, Lesungen, Kabarett und Theateraufführungen, die von der Kelkheimer Kulturgemeinde e. V. bzw. vom Kulturreferat der Stadt veranstaltet werden. Darüber hinaus hat Kelkheim ein Filmtheater mit zwei modernen Kinosälen, welches ehrenamtlich von einem Verein betrieben wird.
Ende der 1990er Jahre wurde in Kelkheim die Rockband Verlen gegründet.

## Sport
Bei der Stadt Kelkheim (Taunus) gibt es rund 30 Sportvereine. Zusammen zählen sie ungefähr 12.000 Mitglieder.
Mit der TSG Münster besitzt Kelkheim eine früher erfolgreiche Herren-Handballmannschaft, die zwischen 2005 und 2011 in der 2. Handball-Bundesliga spielte. Verschiedene andere Sportvereine bieten ein großes Angebot an Breitensport, auch die örtlichen Wandervereine erfreuen sich großer Beliebtheit.
Aus Kelkheim stammt der Beachhandballverein BHC Beach & Da Gang Münster, der 2018, 2019 und 2025 den Gewinn der Deutschen Beachhandball-Meisterschaft feiern konnte.
Die SG Kelkheim Lizzards gehören zu den erfolgreichsten Flag-Football-Teams in Deutschland.
2021 bewarb sich die Stadt als Host Town für die Gestaltung eines viertägigen Programms für eine internationale Delegation der Special Olympics World Summer Games 2023 in Berlin. 2022 wurde sie als Gastgeberin für Special Olympics Sambia ausgewählt. Damit wurde sie Teil des größten kommunalen Inklusionsprojekts in der Geschichte der Bundesrepublik mit mehr als 200 Host Towns.

## Persönlichkeiten

### Söhne und Töchter der Stadt
- Michael Sturm-Berger (* 1958), Prähistoriker und Religionswissenschaftler
- Matthias Kribben (* 1960), Schachfunktionär und Fernschachspieler
- Klaus Scholtissek (* 1962), Theologe
- Ole Puppe (* 1969), Schauspieler
- Paulus Christmann (1971–2014), Dirigent
- Lukas Schauder (* 1997), Landtagsabgeordneter

### Personen, die vor Ort gewirkt haben
- Herbert Regula (1910–1980), Meteorologe und Polarforscher
- Christine Hohmann-Dennhardt (* 1950), ehem. Vorstandsmitglied der Daimler AG (heute Mercedes-Benz Group)
- Abi von Reininghaus (* 1959), Musiker und Autor
- Matthias „Gonzo“ Röhr (* 1962), Gitarrist der Böhsen Onkelz
- Johannes Baron (* 1966), ehem. Regierungspräsident des Regierungsbezirks Darmstadt
- Pascal Roller (* 1976), ehemaliger Basketball-Nationalspieler
- Umut Sönmez (* 1983), politischer Beamter (SPD), lebt in Ruppertshain
- Motsi Mabuse (* 1981), Tänzerin